# Борис Пахор
Борис Пахор (словен. Boris Pahor; 26 серпня 1913, Трієст, Австро-Угорщина — 30 травня 2022) — словенський письменник, представник словенської меншини в Італії.

## Біографія
Після анексії Трієста Італією (1918) був присутній при спаленні фашистами Будинки словенської культури в 1920 році, в місті було заборонено викладання словенської мови. Пахор навчався в Каподістрії (Копер) і Горіції. У 1940 році був призваний до армії фашистської Італії і відправлений воювати в Лівії, але в 1941 році повернуто в Ломбардію як військового перекладача.
Незабаром після перемир'я Італії з союзниками в 1943 році зміг повернутися додому в Трієст, де вступив в партизанську югославську армію, в 1944 році заарештований югославськими колабораціоністами, чотирнадцять місяців провів в нацистських таборах Дахау, Дора-Міттельбау і Берген-Бельзен. Перебування в концтаборах стало ключовим моментом в його творчості, яке часто порівнюють з Прімо Леві, Імре Кертеса і Хорхе Семпрун.
Після війни повернувся у звільнене союзниками рідне місто, навчався в Падуї, потім викладав в Трієсті. Темою його дисертації (1947) була творчість Едварда Коцбека, з яким він вперше зустрівся в цей же час. Коли книги Коцбека з 1951 року стали піддаватися нападкам комуністичної влади Югославії, Пахор став критикувати офіційний Белград і відійшов від місцевих лівих кіл. У його журналі «Залив» (1966—1990), покликаному захищати «традиційний демократичний плюралізм», публікувалося багато словенських дисидентів.
У 1969 році Пахор був серед співзасновників Трієстського партії «Словенська ліва» (Slovenska levica), виступаючи проти лінії тітоїстських груп в Трієсті на участь в італійських партіях. Коли вона влилася до складу «Словенської спілки» (Slovenska skupnost), Пахор кілька разів висувався від неї (в останній раз на виборах до Євросоюзу 2009 року за списками Південнотірольскої народної партії).
Хоча Пахор продовжує визначати себе як «соціал-демократа в скандинавському значенні слова», його політичні позиції поправішали: він підтримував кандидатуру ліберального політика Мітьї Гаспарі на виборах президента Словенії і консервативну Словенську народну партію на парламентських виборах 2011 року, а також критикував обрання Петера Боссмана, темношкірого мера Пірана, як «іноземця» — оскільки той прожив майже усе своє життя в Словенії, заяву Пахора сприйняли як расистську.

## Творчість
Найбільш відомий романом про концтабір «Некрополь» (1967), переведеним на есперанто, англійську, німецьку, французьку, італійську, каталанську мови (його ставлять поруч з книгами Прімо Леві, Хорхе Семпрун, Імре Кертеса), а також тріестинською трилогією, що об'єднала романи «Затемнення» (1975), "Важка весна "(1978) і «В лабіринті» (1984). Автор монографії про С. Козовеле (1993) та інших робіт про літературу.

## Визнання і нагороди
Романи Бориса Пахора перекладені багатьма мовами світу, він висувався кандидатом на Нобелівську премію. Пахор отримав премію Франца Прешерна (1992), премію Південно-Східного радіо землі Баден-Баден (2002), Орден Почесного легіону (2007), премію Віареджо (2008). Почесний громадянин Марібора (2010).

## Твори
- Moj tržaški naslov / Мій тріестинський адрес (1948)
- Mesto v zalivu / Місто в затоці (1955)
- Vila ob jezeru / Вілла над озером (1955)
- Nomadi brez oaze / Кочівники без оазису (1956)
- Nekropola / Некрополь (1967)
- Zatemnitev / Затемнення (1975)
- Spopad s pomladjo / Важка весна (1978)
- V labirintu / В лабіринті (1984)
- Zibelka sveta (1999)
- Dihanje morja / Дихання моря (2001)